# Borwein-integraal
In de wiskunde is een Borwein-integraal een integraal over producten van {\displaystyle {\frac {\sin(ax)}{ax}}} voor verschillende waarden van {\displaystyle a}.
Dit soort integralen zijn naar Borwein vernoemd, omdat vader en zoon David Borwein en Jonathan Borwein de onderstaande relaties in 2001 ontdekten.
{\displaystyle {\begin{aligned}&\int _{0}^{\infty }{\frac {\sin(x)}{x}}\,dx={\frac {\pi }{2}}\\[10pt]&\int _{0}^{\infty }{\frac {\sin(x)}{x}}{\frac {\sin({\frac {x}{3}})}{\frac {x}{3}}}\,\mathrm {d} x={\frac {\pi }{2}}\\[10pt]&\int _{0}^{\infty }{\frac {\sin(x)}{x}}{\frac {\sin({\frac {x}{3}})}{\frac {x}{3}}}{\frac {\sin({\frac {x}{5}})}{\frac {x}{5}}}{\frac {\sin({\frac {x}{7}})}{\frac {x}{7}}}\,\mathrm {d} x={\frac {\pi }{2}}\\[10pt]&\int _{0}^{\infty }{\frac {\sin(x)}{x}}{\frac {\sin({\frac {x}{3}})}{\frac {x}{3}}}{\frac {\sin({\frac {x}{5}})}{\frac {x}{5}}}{\frac {\sin({\frac {x}{7}})}{\frac {x}{7}}}{\frac {\sin({\frac {x}{9}})}{\frac {x}{9}}}\,\mathrm {d} x={\frac {\pi }{2}}\\[10pt]&\int _{0}^{\infty }{\frac {\sin(x)}{x}}{\frac {\sin({\frac {x}{3}})}{\frac {x}{3}}}{\frac {\sin({\frac {x}{5}})}{\frac {x}{5}}}{\frac {\sin({\frac {x}{7}})}{\frac {x}{7}}}{\frac {\sin({\frac {x}{9}})}{\frac {x}{9}}}{\frac {\sin({\frac {x}{11}})}{\frac {x}{11}}}\,\mathrm {d} x={\frac {\pi }{2}}\\[10pt]&\int _{0}^{\infty }{\frac {\sin(x)}{x}}{\frac {\sin({\frac {x}{3}})}{\frac {x}{3}}}{\frac {\sin({\frac {x}{5}})}{\frac {x}{5}}}{\frac {\sin({\frac {x}{7}})}{\frac {x}{7}}}{\frac {\sin({\frac {x}{9}})}{\frac {x}{9}}}{\frac {\sin({\frac {x}{11}})}{\frac {x}{11}}}{\frac {\sin({\frac {x}{13}})}{\frac {x}{13}}}\,\mathrm {d} x={\frac {\pi }{2}}\end{aligned}}}

Waarna het patroon breekt en er de volgende uitkomst verschijnt:
{\displaystyle \int _{0}^{\infty }{\frac {\sin(x)}{x}}{\frac {\sin({\frac {x}{3}})}{\frac {x}{3}}}{\frac {\sin({\frac {x}{5}})}{\frac {x}{5}}}{\frac {\sin({\frac {x}{7}})}{\frac {x}{7}}}{\frac {\sin({\frac {x}{9}})}{\frac {x}{9}}}{\frac {\sin({\frac {x}{11}})}{\frac {x}{11}}}{\frac {\sin({\frac {x}{13}})}{\frac {x}{13}}}{\frac {\sin({\frac {x}{15}})}{\frac {x}{15}}}\,\mathrm {d} x=}
{\displaystyle ={\frac {467807924713440738696537864469}{935615849440640907310521750000}}\pi =}
{\displaystyle =\left({\tfrac {1}{2}}-{\frac {6879714958723010531}{935615849440640907310521750000}}\right)\pi \,\simeq }
{\displaystyle \simeq \left({\tfrac {1}{2}}-7{,}35\times 10^{-12}\right)\pi }
In het algemeen hebben alle integralen van deze vorm als uitkomst {\displaystyle {\frac {\pi }{2}}} als de getallen 3, 5, 7,.... vervangen worden door willekeurige, positieve, reële getallen waarvan de som van de reciproque waarden kleiner is dan 1. In het bovenstaande voorbeeld wijkt het bij 15 dus af omdat {\displaystyle {\tfrac {1}{3}}+{\tfrac {1}{5}}+{\tfrac {1}{7}}+\ldots +{\tfrac {1}{15}}>1} maar {\displaystyle {\tfrac {1}{3}}+{\tfrac {1}{5}}+{\tfrac {1}{7}}+\ldots +{\tfrac {1}{13}}<1}.
Het verhaal gaat dat, nadat David en Jonathan Borwein deze numerieke curiositeit gevonden hadden, ze verifieerden dat het computerprogramma Maple alle waarden van deze integralen correct berekende en ze de waarde van de laatste integraal bij wijze van grap als een bug in de software rapporteerden. Later verklaarde Maple-informaticus Jacques Carette dat hij minstens drie dagen had besteed om de bug te traceren voordat hij doorhad dat Borwein hem beet had.